# Public Broadcasting Service
PBS (skrótowiec od Public Broadcasting Service, Publiczna Służba Nadawcza) – amerykańska sieć 354 stacji telewizji publicznej. Nadaje na terenie Stanów Zjednoczonych, jednak niektóre jej programy można odbierać w Kanadzie. Jest organizacją non-profit, której działalność w dużej mierze finansuje Corporation for Public Broadcasting, a także telewizyjne zbiórki pieniędzy (tzw. pledge drives). Centrala znajduje się w Arlington w stanie Wirginia. PBS nie jest właścicielem żadnej ze swoich stacji, jedynie im patronuje.